# 我妻绘美
我妻绘美（日语：／ Atsumama Emi，本名：田边绘美，结婚前姓：我妻，1983年10月26日—）是三桂所属的自由播音员。原中京电视台播音员。出生于宫城县仙台市。毕业于宫城县第一女子高中（现宫城县宫城第一高中）、立教大学文学部英美文学专业。身高166cm。血型AB型。丈夫是日本电视台的田边研一郎。

## 生平
出生于宫城县仙台市。宫城县第一女子高中毕业后，2002年进入立教大学，在文学部就读。在校期间除了报名过“miss立教”之外，还参加了富士电视台广播学校的自由播音员。由于这个缘故，在BS富士电视台担任新闻主播。是深受富士电视台「anatore」特别讲师山田佑嗣的影响的人物。其座右铭“声如其人”原本也是山田的座右铭，是自古以来他对后辈说的话。2006年毕业于立教大学，进入中京电视台。进入公司不久后于同年7月开始任命为东海地区的地面数字广播推进大使。2007年3月15日，获得第28届NNS广播大奖的新人奖。有同名同姓的芭蕾讲师（本人也有讲师经历）。